# Peswo-See
Der Peswo-See (russisch Песьво Озеро/ Peswo osero, wissenschaftliche Transliteration Ozero Pes'vo) liegt im Rajon Udomlja der zentralrussischen Oblast Twer.
Mit einer maximalen Nord-Süd-Ausdehnung von 4,3 km und einer maximalen Ost-West-Ausdehnung von 2,9 km nimmt er eine Gesamtfläche von 6,3 km² ein. Die Wassertiefe beträgt im Mittel 2,7 m und an der tiefsten Stelle 5,2 m. Gespeist wird der See durch den Fluss Sjutscha im Südosten sowie durch elf in ihn mündende Bachläufe. Das Wasser des Peswo-Sees fließt in den benachbarten Udomlja-See ab, zum einen durch einen natürlichen Wasserarm im Nordosten bei Bereschok und zum anderen durch einen ehemals natürlichen Flusslauf im Osten; dieser wurde zugunsten der Flößerei in den 1920er Jahren zum Kanal ausgebaut und im Zuge der Errichtung des Kernkraftwerks am Udomlja-See (ab 1974) nochmals verbreitert. Von den ehemals fünf Inseln bestehen nach dem Bau eines Stauwehrs am Udomlja-See heute nur noch vier.

## Geschichte
Bereits im Mittelalter spielte der Peswo-See eine wichtige Rolle als Verkehrsweg, da er als Teil der Verbindung zwischen Weliki Nowgorod und dem Wolga-Gebiet fungierte. Dieser Weg führte einst über den Ilmensee, die Flüsse Msta, Uwer, Sescha und den Udomlja-See zunächst zum Peswo-See und nach Überwindung der Swetliza-Höhen über den Fluss Swetliza und den Kubytscha-See zur Mologa, einem Nebenfluss der Wolga.
Ab 1869 entwickelte sich am Südufer des Peswo-Sees die Stadt Udomlja. Ab 1974 wurde im Bereich des Nordostufers das Kernkraftwerk Kalinin errichtet, welches das Ökosystem des Sees nachhaltig beeinflusste.

## Flora und Fauna
Die Uferzonen des Sees sind größtenteils unbewaldet, da die wassernahen Wälder bereits in vorslawischer Zeit gerodet wurden. Die Wassererwärmung durch das angrenzende Kernkraftwerk hat zum Aussterben der Renken- bzw. zur stetigen Abnahme der Moderlieschen- und Hecht-Populationen im See geführt. Weitere im Peswo-See auftretende Fischarten sind Güster, Zander, Gras- und Silberkarpfen.